# Adrasto (re di Adrastea)
Adrasto (in greco antico: Ἄδραστος?, Ádrastos) è un personaggio della mitologia greca, re di Adrastea e fratello di Anfio (il re di Pitiea), Arisbe (la moglie ripudiata di Priamo) e di Clite (la sposa di Cizico).

## Il mito
Figli dell'indovino Merope di Percote, Adrasto ed Anfio erano i signori di due città minori della Troade, da loro stessi fondate . 
Alleati di Troia nell'Iliade, i due re combatterono insieme ai loro nipoti (Asio e Niso) che erano figli di Arisbe e del suo secondo marito, il troiano Irtaco.
Adrasto e Anfio parteciparono alla guerra di Troia contro il parere del padre Merope, che con la sua veggenza aveva previsto che non sarebbero più ritornati. Entrambi infatti vennero uccisi da Diomede.
Adrasto viene anche ricordato per aver promosso il culto di Rea nel suo regno.